# Jeździectwo na Letnich Igrzyskach Olimpijskich 2024
Jeździectwo na Letnich Igrzyskach Olimpijskich 2024 rozegrane zostało rozegrane w dniach 27 lipca – 6 sierpnia 2024 roku w Wersalu. Zostało rozegranych sześć konkurencji.

## Medaliści
| Konkurencja              | Złoto                                                                                                   | Rezultat      | Srebro | Rezultat      | Brąz | Rezultat      |
| Skoki indywidualnie      | Christian Kukuk i Checker 47 Niemcy                                                                     | 0 pkt 38.34 s | Steve Guerdat i Dynamix de Belheme Szwajcaria                                                                   | 4 pkt 38.38 s | Maikel van der Vleuten i Beauville Z Holandia                                                                                        | 4 pkt 39.12 s |
| Skoki drużynowe          | Wielka Brytania Ben Maher i Dallas Vegas Batilly Harry Charles i Romeo 88 Scott Brash i Jefferson       | 2 pkt         | Stany Zjednoczone Laura Kraut i Baloutinue Karl Cook i Caracole de la Roque McLain Ward i Ilex                  | 4 pkt         | Francja Simon Delestre i I.Alemusina R 51 Olivier Perreau i Dorai D'Aiguilly Julien Epaillard i Dubai du Cèdre                       | 7 pkt         |
| Ujeżdżenie indywidualnie | Jessica von Bredow-Werndl i TSF Dalera BB Niemcy                                                        | 90.093%       | Isabell Werth i Wendy Niemcy                                                                                    | 89.614%       | Charlotte Fry i Glamourdale Wielka Brytania                                                                                          | 88.971%       |
| Ujeżdżenie drużynowe     | Niemcy Frederic Wandres i Bluetooth Old Isabell Werth i Wendy Jessica von Bredow-Werndl i TSF Dalera BB | 235.790       | Dania Daniel Bachmann Andersen i Vayron Nanna Merrald Rasmussen i Zepter Cathrine Laudrup-Dufour i Freestyle    | 235.669       | Wielka Brytania Becky Moody i Jagerbomb Carl Hester i Fame Charlotte Fry i Glamourdale                                               | 232.492       |
| WKKW indywidualnie       | Michael Jung i Chipmunk Frh Niemcy                                                                      | 21.8          | Christopher Burton i Shadow Man Australia                                                                       | 22.4          | Laura Collett i London 52 Wielka Brytania                                                                                            | 23.1          |
| WKKW drużynowo           | Wielka Brytania Rosalind Canter i Lordships Graffalo Tom McEwen i JD Dublin Laura Collett i London 52   | 91.30         | Francja Nicolas Touzaint i Diabolo Menthe Karim Laghouag i Triton Fontaine Stéphane Landois i Chaman Dumontceau | 103.60        | Japonia Toshiyuki Tanaka i Jefferson Kazuma Tomoto i Vinci De La Vigne Yoshiaki Oiwa i Mgh Grafton Street Ryuzo Kitajima i Cekatinka | 115.80        |

## Tabela medalowa
| Miejsce | Państwo           | Złoto | Srebro | Brąz | Razem |
| 1       | Niemcy            | 4     | 1      | 0    | 5     |
| 2       | Wielka Brytania   | 2     | 0      | 3    | 5     |
| 3       | Francja           | 0     | 1      | 1    | 2     |
| 4       | Australia         | 0     | 1      | 0    | 1     |
| 4       | Dania             | 0     | 1      | 0    | 1     |
| 4       | Szwajcaria        | 0     | 1      | 0    | 1     |
| 4       | Stany Zjednoczone | 0     | 1      | 0    | 1     |
| 8       | Japonia           | 0     | 0      | 1    | 1     |
| 8       | Holandia          | 0     | 0      | 1    | 1     |
| ------- | ----------------- | ----- | ------ | ---- | ----- |